# Élections cantonales de 2004 dans l'Yonne
Les élections cantonales ont eu lieu les 21 et 28 mars 2004.
Lors de ces élections, 22 des 42 cantons de l'Yonne ont été renouvelés. Elles ont vu la reconduction de la majorité UMP dirigée par Henri de Raincourt, président du conseil général depuis 1992.

## Résultats à l’échelle du département
Répartition départementale des résultats (2e tour).
- PCF (4,64 %)
- PS (27,52 %)
- PRG (1,58 %)
- DVG (7,05 %)
- Verts (6,8 %)
- Divers (0,31 %)
- UMP (40,79 %)
- DVD (3,72 %)
- FN (7,6 %)

| Étiquette      | Étiquette                          | Premier tour | Premier tour | Second tour | Second tour | Sièges |
| Étiquette      | Étiquette                          | Voix         | %            | Voix        | %           | Sièges |
| -------------- | ---------------------------------- | ------------ | ------------ | ----------- | ----------- | ------ |
|                | Parti socialiste                   | 14 750       | 19,42        | 19 157      | 27,52       | 5      |
|                | Parti communiste français          | 4 875        | 6,42         | 3 228       | 4,64        | 1      |
|                | Divers gauche                      | 3 535        | 4,66         | 4 905       | 7,05        | 1      |
|                | Les Verts                          | 3 476        | 4,58         | 4 736       | 6,80        | 1      |
|                | Parti radical de gauche            | 1 675        | 2,21         | 1 100       | 1,58        | 0      |
|                | Extrême gauche                     | 1 512        | 1,99         |             |             |        |
| Gauche         | Gauche                             | 29 823       | 39,28        | 33 126      | 47,59       | 8      |
|                |                                    |              |              |             |             |        |
|                | Union pour un mouvement populaire  | 24 161       | 31,82        | 28 401      | 40,79       | 10     |
|                | Front national                     | 12 614       | 16,61        | 5 291       | 7,60        | 0      |
|                | Divers droite                      | 6 104        | 8,04         | 2 588       | 3,72        | 4      |
|                | Union pour la démocratie française | 846          | 1,11         |             |             |        |
|                | Extrême droite                     | 776          | 1,02         |             |             |        |
| Droite         | Droite                             | 44 501       | 58,60        | 36 280      | 52,11       | 14     |
|                |                                    |              |              |             |             |        |
|                | Divers                             | 1 576        | 2,08         | 217         | 0,31        | 0      |
|                |                                    |              |              |             |             |        |
|                | Régionalistes                      | 38           | 0,05         |             |             |        |
|                |                                    |              |              |             |             |        |
| Inscrits       | Inscrits                           | 125 018      | 100,00       | 110 309     | 100,00      |        |
| Abstention     | Abstention                         | 45 548       | 36,47        | 36 792      | 33,35       |        |
| Votants        | Votants                            | 79 470       | 63,57        | 73 517      | 66,65       |        |
| Blancs et nuls | Blancs et nuls                     | 3 532        | 4,44         | 3 894       | 5,30        |        |
| Exprimés       | Exprimés                           | 75 938       | 95,56        | 69 623      | 94,70       |        |

## Résultats par canton

### Canton d'Auxerre-Est
| Candidats      | Candidats             | Étiquette      | Premier tour | Premier tour | Second tour | Second tour |
| Candidats      | Candidats             | Étiquette      | Voix         | %            | Voix        | %           |
| -------------- | --------------------- | -------------- | ------------ | ------------ | ----------- | ----------- |
|                | Serge Franchis*       | UMP            | 1 783        | 32,03        | 2 862       | 50,24       |
|                | Dominique Dherissard  | PS             | 1 522        | 27,34        | 2 835       | 49,76       |
|                | Olivier Lapert        | FN             | 823          | 14,79        |             |             |
|                | Bruno Marmagne        | SE             | 473          | 8,50         |             |             |
|                | Brigitte Picq-Debelle | PCF            | 388          | 6,97         |             |             |
|                | Christian Lagaise     | DVD            | 354          | 6,36         |             |             |
|                | Sylvie Manigaut       | EXG            | 223          | 4,01         |             |             |
|                |                       |                |              |              |             |             |
| Inscrits       | Inscrits              | Inscrits       | 9 590        | 100,00       | 9 589       | 100,00      |
| Abstention     | Abstention            | Abstention     | 3 762        | 39,23        | 3 438       | 35,85       |
| Votants        | Votants               | Votants        | 5 828        | 60,77        | 6 151       | 64,15       |
| Blancs et nuls | Blancs et nuls        | Blancs et nuls | 262          | 4,50         | 454         | 7,38        |
| Exprimés       | Exprimés              | Exprimés       | 5 566        | 95,50        | 5 697       | 92,62       |

*sortant

### Canton d'Auxerre-Nord
| Candidats      | Candidats         | Étiquette      | Premier tour | Premier tour | Second tour | Second tour |
| Candidats      | Candidats         | Étiquette      | Voix         | %            | Voix        | %           |
| -------------- | ----------------- | -------------- | ------------ | ------------ | ----------- | ----------- |
|                | Robert Bideau*    | UMP            | 1 497        | 30,29        | 2 736       | 54,93       |
|                | Gérard Delille    | DVD            | 1 064        | 21,53        | Retrait     | Retrait     |
|                | Denis Roycourt    | Verts          | 1 055        | 21,34        | 2 245       | 45,07       |
|                | Ginette Foissier  | FN             | 816          | 16,51        |             |             |
|                | Pierre Guillermin | PCF            | 312          | 6,31         |             |             |
|                | Michel Villerey   | EXG            | 199          | 4,03         |             |             |
|                |                   |                |              |              |             |             |
| Inscrits       | Inscrits          | Inscrits       | 8 185        | 100,00       | 8 185       | 100,00      |
| Abstention     | Abstention        | Abstention     | 3 010        | 36,77        | 2 759       | 33,71       |
| Votants        | Votants           | Votants        | 5 175        | 63,23        | 5 426       | 66,29       |
| Blancs et nuls | Blancs et nuls    | Blancs et nuls | 232          | 4,48         | 445         | 8,20        |
| Exprimés       | Exprimés          | Exprimés       | 4 943        | 95,52        | 4 981       | 91,80       |

*sortant

### Canton d'Auxerre-Sud
| Candidats      | Candidats          | Étiquette      | Premier tour | Premier tour | Second tour | Second tour |
| Candidats      | Candidats          | Étiquette      | Voix         | %            | Voix        | %           |
| -------------- | ------------------ | -------------- | ------------ | ------------ | ----------- | ----------- |
|                | Monique Hadrbolec* | PS             | 2 048        | 41,19        | 2 901       | 57,01       |
|                | Dominique Mary     | UMP            | 1 043        | 20,98        | 2 188       | 42,99       |
|                | Vincent Valle      | UDF            | 846          | 17,02        | Retrait     | Retrait     |
|                | Marcellin Foissier | FN             | 755          | 15,19        |             |             |
|                | Denis Bailly       | EXG            | 280          | 5,63         |             |             |
|                | Claude Boumrar     | DVG            | 0            | 0,00         |             |             |
|                |                    |                |              |              |             |             |
| Inscrits       | Inscrits           | Inscrits       | 8 666        | 100,00       | 8 666       | 100,00      |
| Abstention     | Abstention         | Abstention     | 3 462        | 39,95        | 3 165       | 36,52       |
| Votants        | Votants            | Votants        | 5 204        | 60,05        | 5 501       | 63,48       |
| Blancs et nuls | Blancs et nuls     | Blancs et nuls | 232          | 4,46         | 412         | 7,49        |
| Exprimés       | Exprimés           | Exprimés       | 4 972        | 95,54        | 5 089       | 92,51       |

*sortant

### Canton d'Avallon
| Candidats      | Candidats           | Étiquette      | Premier tour | Premier tour | Second tour | Second tour |
| Candidats      | Candidats           | Étiquette      | Voix         | %            | Voix        | %           |
| -------------- | ------------------- | -------------- | ------------ | ------------ | ----------- | ----------- |
|                | Jean Mariani        | PS             | 2 240        | 42,15        | 2 903       | 51,78       |
|                | Pascal Germain*     | UMP            | 2 044        | 38,46        | 2 703       | 48,22       |
|                | Alexandrine Ferrand | FN             | 701          | 13,19        |             |             |
|                | Bernard Alincant    | SE             | 329          | 6,19         |             |             |
|                |                     |                |              |              |             |             |
| Inscrits       | Inscrits            | Inscrits       | 8 573        | 100,00       | 8 572       | 100,00      |
| Abstention     | Abstention          | Abstention     | 3 061        | 35,71        | 2 673       | 31,18       |
| Votants        | Votants             | Votants        | 5 512        | 64,29        | 5 899       | 68,82       |
| Blancs et nuls | Blancs et nuls      | Blancs et nuls | 198          | 3,59         | 293         | 4,97        |
| Exprimés       | Exprimés            | Exprimés       | 5 314        | 96,41        | 5 606       | 95,03       |

*sortant

### Canton de Bléneau
| Candidats      | Candidats          | Étiquette      | Premier tour | Premier tour |
| Candidats      | Candidats          | Étiquette      | Voix         | %            |
| -------------- | ------------------ | -------------- | ------------ | ------------ |
|                | Alain Drouhin*     | UMP            | 1 421        | 58,94        |
|                | Claude Bailly      | PCF            | 510          | 21,15        |
|                | Dominique Martinet | FN             | 480          | 19,91        |
|                |                    |                |              |              |
| Inscrits       | Inscrits           | Inscrits       | 3 756        | 100,00       |
| Abstention     | Abstention         | Abstention     | 1 228        | 32,69        |
| Votants        | Votants            | Votants        | 2 528        | 67,31        |
| Blancs et nuls | Blancs et nuls     | Blancs et nuls | 117          | 4,63         |
| Exprimés       | Exprimés           | Exprimés       | 2 411        | 95,37        |

*sortant

### Canton de Cerisiers
| Candidats      | Candidats          | Étiquette      | Premier tour | Premier tour | Second tour | Second tour |
| Candidats      | Candidats          | Étiquette      | Voix         | %            | Voix        | %           |
| -------------- | ------------------ | -------------- | ------------ | ------------ | ----------- | ----------- |
|                | Patrick Harper     | UMP            | 334          | 20,93        | 379         | 23,56       |
|                | Jean Marchand      | DVD            | 326          | 20,43        | 452         | 28,09       |
|                | Louisette Frottier | DVD            | 316          | 19,80        | 424         | 26,35       |
|                | Jean-Luc Barde     | DVD            | 263          | 16,48        | 354         | 22,00       |
|                | Évelyne Trescartes | FN             | 191          | 11,97        |             |             |
|                | Dominique Rouyer   | PRG            | 166          | 10,40        |             |             |
|                |                    |                |              |              |             |             |
| Inscrits       | Inscrits           | Inscrits       | 2 246        | 100,00       | 2 186       | 100,00      |
| Abstention     | Abstention         | Abstention     | 620          | 27,60        | 498         | 22,78       |
| Votants        | Votants            | Votants        | 1 626        | 72,40        | 1 688       | 77,22       |
| Blancs et nuls | Blancs et nuls     | Blancs et nuls | 30           | 1,85         | 79          | 4,68        |
| Exprimés       | Exprimés           | Exprimés       | 1 596        | 98,15        | 1 609       | 95,32       |

### Canton de Chablis
| Candidats      | Candidats         | Étiquette      | Premier tour | Premier tour |
| Candidats      | Candidats         | Étiquette      | Voix         | %            |
| -------------- | ----------------- | -------------- | ------------ | ------------ |
|                | Patrick Gendraud* | UMP            | 1 390        | 65,69        |
|                | Philippe Crabbe   | Verts          | 455          | 21,50        |
|                | Marius Bosset     | FN             | 271          | 12,81        |
|                |                   |                |              |              |
| Inscrits       | Inscrits          | Inscrits       | 3 496        | 100,00       |
| Abstention     | Abstention        | Abstention     | 1 252        | 35,81        |
| Votants        | Votants           | Votants        | 2 244        | 64,19        |
| Blancs et nuls | Blancs et nuls    | Blancs et nuls | 128          | 5,70         |
| Exprimés       | Exprimés          | Exprimés       | 2 116        | 94,30        |

*sortant

### Canton de Coulanges-la-Vineuse
| Candidats      | Candidats          | Étiquette      | Premier tour | Premier tour | Second tour | Second tour |
| Candidats      | Candidats          | Étiquette      | Voix         | %            | Voix        | %           |
| -------------- | ------------------ | -------------- | ------------ | ------------ | ----------- | ----------- |
|                | Jean-Noël Loury*   | UMP            | 1 144        | 37,28        | 1 615       | 52,11       |
|                | Paul Girard        | PS             | 840          | 27,37        | 1 484       | 47,89       |
|                | Daniel Girard      | DVD            | 509          | 16,59        | Retrait     | Retrait     |
|                | Ludivine Bourgeois | FN             | 378          | 12,32        |             |             |
|                | Pierre Vigreux     | PCF            | 198          | 6,45         |             |             |
|                |                    |                |              |              |             |             |
| Inscrits       | Inscrits           | Inscrits       | 4 522        | 100,00       | 4 524       | 100,00      |
| Abstention     | Abstention         | Abstention     | 1 317        | 29,12        | 1 199       | 26,50       |
| Votants        | Votants            | Votants        | 3 205        | 70,88        | 3 325       | 73,50       |
| Blancs et nuls | Blancs et nuls     | Blancs et nuls | 136          | 4,24         | 226         | 6,80        |
| Exprimés       | Exprimés           | Exprimés       | 3 069        | 95,76        | 3 099       | 93,20       |

*sortant

### Canton de Courson-les-Carrières
| Candidats      | Candidats         | Étiquette      | Premier tour | Premier tour | Second tour | Second tour |
| Candidats      | Candidats         | Étiquette      | Voix         | %            | Voix        | %           |
| -------------- | ----------------- | -------------- | ------------ | ------------ | ----------- | ----------- |
|                | Jacques Baloup    | UMP            | 568          | 33,99        | 665         | 37,55       |
|                | Jean-Claude Denos | DVD            | 541          | 32,38        | 740         | 41,78       |
|                | Laurent Riotte    | PS             | 319          | 19,09        | 366         | 20,67       |
|                | Raphaël Delaune   | FN             | 150          | 8,98         |             |             |
|                | Alice Cadiou      | EXG            | 93           | 5,57         |             |             |
|                |                   |                |              |              |             |             |
| Inscrits       | Inscrits          | Inscrits       | 2 327        | 100,00       | 2 327       | 100,00      |
| Abstention     | Abstention        | Abstention     | 604          | 25,96        | 507         | 21,79       |
| Votants        | Votants           | Votants        | 1 723        | 74,04        | 1 820       | 78,21       |
| Blancs et nuls | Blancs et nuls    | Blancs et nuls | 52           | 3,02         | 49          | 2,69        |
| Exprimés       | Exprimés          | Exprimés       | 1 671        | 96,98        | 1 771       | 97,31       |

### Canton de Flogny-la-Chapelle
| Candidats      | Candidats             | Étiquette      | Premier tour | Premier tour | Second tour | Second tour |
| Candidats      | Candidats             | Étiquette      | Voix         | %            | Voix        | %           |
| -------------- | --------------------- | -------------- | ------------ | ------------ | ----------- | ----------- |
|                | Marie-Laure Capitain* | UMP            | 832          | 37,55        | 1 117       | 47,67       |
|                | Bruno Picard          | PCF            | 490          | 22,11        | 733         | 31,28       |
|                | Mickaël Le Ner        | FN             | 457          | 20,62        | 493         | 21,04       |
|                | Jacques Kotoujansky   | DVD            | 306          | 13,81        |             |             |
|                | Michel Rendonnet      | EXG            | 131          | 5,91         |             |             |
|                |                       |                |              |              |             |             |
| Inscrits       | Inscrits              | Inscrits       | 3 736        | 100,00       | 3 736       | 100,00      |
| Abstention     | Abstention            | Abstention     | 1 405        | 37,61        | 1 273       | 34,07       |
| Votants        | Votants               | Votants        | 2 331        | 62,39        | 2 463       | 65,93       |
| Blancs et nuls | Blancs et nuls        | Blancs et nuls | 115          | 4,93         | 120         | 4,87        |
| Exprimés       | Exprimés              | Exprimés       | 2 216        | 95,07        | 2 343       | 95,13       |

*sortant

### Canton de L'Isle-sur-Serein
| Candidats      | Candidats            | Étiquette      | Premier tour | Premier tour | Second tour | Second tour |
| Candidats      | Candidats            | Étiquette      | Voix         | %            | Voix        | %           |
| -------------- | -------------------- | -------------- | ------------ | ------------ | ----------- | ----------- |
|                | Jean-Claude Lemaire* | DVG            | 609          | 34,74        | 770         | 41,13       |
|                | Alain Chaplot        | UMP            | 600          | 34,23        | 734         | 39,21       |
|                | Philippe Collin      | DVG            | 377          | 21,51        | 368         | 19,66       |
|                | Alexandre de Sousa   | FN             | 129          | 7,36         |             |             |
|                | Serge Angeles        | REG            | 38           | 2,17         |             |             |
|                |                      |                |              |              |             |             |
| Inscrits       | Inscrits             | Inscrits       | 2 422        | 100,00       | 2 422       | 100,00      |
| Abstention     | Abstention           | Abstention     | 623          | 25,72        | 504         | 20,81       |
| Votants        | Votants              | Votants        | 1 799        | 74,28        | 1 918       | 79,19       |
| Blancs et nuls | Blancs et nuls       | Blancs et nuls | 46           | 2,56         | 46          | 2,40        |
| Exprimés       | Exprimés             | Exprimés       | 1 753        | 97,44        | 1 872       | 97,60       |

*sortant

### Canton de Ligny-le-Châtel
| Candidats      | Candidats       | Étiquette      | Premier tour | Premier tour |
| Candidats      | Candidats       | Étiquette      | Voix         | %            |
| -------------- | --------------- | -------------- | ------------ | ------------ |
|                | Gérard Arnouts* | PS             | 1 480        | 62,87        |
|                | Franck Godart   | FN             | 378          | 16,06        |
|                | Alain Lagarenne | DVD            | 342          | 14,53        |
|                | Nicole Battreau | EXG            | 154          | 6,54         |
|                |                 |                |              |              |
| Inscrits       | Inscrits        | Inscrits       | 3 800        | 100,00       |
| Abstention     | Abstention      | Abstention     | 1 343        | 35,34        |
| Votants        | Votants         | Votants        | 2 457        | 64,66        |
| Blancs et nuls | Blancs et nuls  | Blancs et nuls | 103          | 4,19         |
| Exprimés       | Exprimés        | Exprimés       | 2 354        | 95,81        |

*sortant

### Canton de Pont-sur-Yonne
| Candidats      | Candidats               | Étiquette      | Premier tour | Premier tour | Second tour | Second tour |
| Candidats      | Candidats               | Étiquette      | Voix         | %            | Voix        | %           |
| -------------- | ----------------------- | -------------- | ------------ | ------------ | ----------- | ----------- |
|                | Christian Brière*       | PS             | 2 750        | 41,78        | 3 420       | 48,73       |
|                | Marie-Jeanne Billebault | UMP            | 1 669        | 25,36        | 2 138       | 30,46       |
|                | Florence Morin-Desnot   | FN             | 1 438        | 21,85        | 1 460       | 20,80       |
|                | Gérémie Trottin         | EXG            | 432          | 6,56         |             |             |
|                | Guy Garoche             | EXD            | 293          | 4,45         |             |             |
|                |                         |                |              |              |             |             |
| Inscrits       | Inscrits                | Inscrits       | 10 961       | 100,00       | 10 960      | 100,00      |
| Abstention     | Abstention              | Abstention     | 4 060        | 37,04        | 3 720       | 33,94       |
| Votants        | Votants                 | Votants        | 6 901        | 62,96        | 7 240       | 66,06       |
| Blancs et nuls | Blancs et nuls          | Blancs et nuls | 319          | 4,62         | 222         | 3,07        |
| Exprimés       | Exprimés                | Exprimés       | 6 582        | 95,38        | 7 018       | 96,93       |

*sortant

### Canton de Quarre-les-Tombes
| Candidats      | Candidats              | Étiquette      | Premier tour | Premier tour | Second tour | Second tour |
| Candidats      | Candidats              | Étiquette      | Voix         | %            | Voix        | %           |
| -------------- | ---------------------- | -------------- | ------------ | ------------ | ----------- | ----------- |
|                | Dominique Hudry        | DVD            | 365          | 25,83        | 618         | 41,15       |
|                | Danièle Roy*           | UMP            | 334          | 23,64        | 410         | 27,30       |
|                | Alain Houdaille        | DVG            | 236          | 16,70        | 257         | 17,11       |
|                | François-Xavier Naulot | SE             | 218          | 15,43        | 217         | 14,45       |
|                | Claude Thieblot        | DVD            | 92           | 6,51         |             |             |
|                | Daniel Buyck           | UMP            | 79           | 5,59         |             |             |
|                | Josette Rouilly        | FN             | 64           | 4,53         |             |             |
|                | Patrice Deschamps      | UMP            | 25           | 1,77         |             |             |
|                |                        |                |              |              |             |             |
| Inscrits       | Inscrits               | Inscrits       | 1 911        | 100,00       | 1 911       | 100,00      |
| Abstention     | Abstention             | Abstention     | 444          | 23,23        | 373         | 19,52       |
| Votants        | Votants                | Votants        | 1 467        | 76,77        | 1 538       | 80,48       |
| Blancs et nuls | Blancs et nuls         | Blancs et nuls | 54           | 3,68         | 36          | 2,34        |
| Exprimés       | Exprimés               | Exprimés       | 1 413        | 96,32        | 1 502       | 97,66       |

*sortant

### Canton de Saint-Florentin
| Candidats      | Candidats            | Étiquette      | Premier tour | Premier tour | Second tour | Second tour |
| Candidats      | Candidats            | Étiquette      | Voix         | %            | Voix        | %           |
| -------------- | -------------------- | -------------- | ------------ | ------------ | ----------- | ----------- |
|                | Gérard Magne*        | UMP            | 1 036        | 36,45        | 1 369       | 44,91       |
|                | Marc-Philippe Thomas | PRG            | 819          | 28,82        | 1 100       | 36,09       |
|                | Franck Blandin       | FN             | 627          | 22,06        | 579         | 19,00       |
|                | Jean-Philippe Dujon  | SE             | 246          | 8,66         |             |             |
|                | Claude Moreau        | EXD            | 114          | 4,01         |             |             |
|                |                      |                |              |              |             |             |
| Inscrits       | Inscrits             | Inscrits       | 4 984        | 100,00       | 4 984       | 100,00      |
| Abstention     | Abstention           | Abstention     | 1 972        | 39,57        | 1 816       | 36,44       |
| Votants        | Votants              | Votants        | 3 012        | 60,43        | 3 168       | 63,56       |
| Blancs et nuls | Blancs et nuls       | Blancs et nuls | 170          | 5,64         | 120         | 3,79        |
| Exprimés       | Exprimés             | Exprimés       | 2 842        | 94,36        | 3 048       | 96,21       |

*sortant

### Canton de Seignelay
| Candidats      | Candidats              | Étiquette      | Premier tour | Premier tour | Second tour | Second tour |
| Candidats      | Candidats              | Étiquette      | Voix         | %            | Voix        | %           |
| -------------- | ---------------------- | -------------- | ------------ | ------------ | ----------- | ----------- |
|                | Pierre Parent          | DVG            | 1 589        | 32,94        | 2 371       | 48,77       |
|                | Jean-Michel Delagneau* | Verts          | 1 429        | 29,62        | 2 491       | 51,23       |
|                | Sandra Évrard          | FN             | 787          | 16,31        |             |             |
|                | Alain Éberard          | UMP            | 712          | 14,76        |             |             |
|                | Patrick Bimbeau        | DVD            | 172          | 3,57         |             |             |
|                | Jean Coulon            | EXD            | 135          | 2,80         |             |             |
|                |                        |                |              |              |             |             |
| Inscrits       | Inscrits               | Inscrits       | 8 045        | 100,00       | 8 045       | 100,00      |
| Abstention     | Abstention             | Abstention     | 2 996        | 37,24        | 2 821       | 35,07       |
| Votants        | Votants                | Votants        | 5 049        | 62,76        | 5 224       | 64,93       |
| Blancs et nuls | Blancs et nuls         | Blancs et nuls | 225          | 4,46         | 362         | 6,93        |
| Exprimés       | Exprimés               | Exprimés       | 4 824        | 95,54        | 4 862       | 93,07       |

*sortant

### Canton de Sens-Nord-Est
| Candidats      | Candidats                | Étiquette      | Premier tour | Premier tour | Second tour | Second tour |
| Candidats      | Candidats                | Étiquette      | Voix         | %            | Voix        | %           |
| -------------- | ------------------------ | -------------- | ------------ | ------------ | ----------- | ----------- |
|                | Patrick Chevalier-Vanier | UMP            | 1 470        | 31,82        | 2 008       | 40,57       |
|                | Bruno Gervier            | PS             | 1 018        | 22,03        | 2 119       | 42,82       |
|                | Francis Lemarchal        | FN             | 905          | 19,59        | 822         | 16,61       |
|                | Alexandre Bouchier       | PRG            | 690          | 14,94        |             |             |
|                | Jean-Luc Girault         | Verts          | 537          | 11,62        |             |             |
|                |                          |                |              |              |             |             |
| Inscrits       | Inscrits                 | Inscrits       | 8 381        | 100,00       | 8 382       | 100,00      |
| Abstention     | Abstention               | Abstention     | 3 551        | 42,37        | 3 244       | 38,70       |
| Votants        | Votants                  | Votants        | 4 830        | 57,63        | 5 138       | 61,30       |
| Blancs et nuls | Blancs et nuls           | Blancs et nuls | 210          | 4,35         | 189         | 3,68        |
| Exprimés       | Exprimés                 | Exprimés       | 4 620        | 95,65        | 4 949       | 96,32       |

### Canton de Sens-Sud-Est
| Candidats      | Candidats         | Étiquette      | Premier tour | Premier tour | Second tour | Second tour |
| Candidats      | Candidats         | Étiquette      | Voix         | %            | Voix        | %           |
| -------------- | ----------------- | -------------- | ------------ | ------------ | ----------- | ----------- |
|                | Alain Ladrange*   | PCF            | 1 954        | 34,51        | 2 495       | 40,50       |
|                | Jean-Pierre Crost | UMP            | 1 814        | 32,04        | 2 326       | 37,75       |
|                | Édouard Ferrand   | FN             | 1 350        | 23,84        | 1 340       | 21,75       |
|                | Jean-Michel Dakre | SE             | 310          | 5,48         |             |             |
|                | Pierre Peres      | EXD            | 234          | 4,13         |             |             |
|                |                   |                |              |              |             |             |
| Inscrits       | Inscrits          | Inscrits       | 10 601       | 100,00       | 10 600      | 100,00      |
| Abstention     | Abstention        | Abstention     | 4 598        | 43,37        | 4 085       | 38,54       |
| Votants        | Votants           | Votants        | 6 003        | 56,63        | 6 515       | 61,46       |
| Blancs et nuls | Blancs et nuls    | Blancs et nuls | 341          | 5,68         | 354         | 5,43        |
| Exprimés       | Exprimés          | Exprimés       | 5 662        | 94,32        | 6 161       | 94,57       |

*sortant

### Canton de Sergines
| Candidats      | Candidats                 | Étiquette      | Premier tour | Premier tour | Second tour | Second tour |
| Candidats      | Candidats                 | Étiquette      | Voix         | %            | Voix        | %           |
| -------------- | ------------------------- | -------------- | ------------ | ------------ | ----------- | ----------- |
|                | Jean-Claude Leroy*        | UMP            | 1 582        | 48,54        | 1 664       | 47,87       |
|                | Marie-Thérèse Rey-Gaucher | PS             | 1 000        | 30,68        | 1 215       | 34,95       |
|                | Michel Confland           | FN             | 677          | 20,77        | 597         | 17,17       |
|                |                           |                |              |              |             |             |
| Inscrits       | Inscrits                  | Inscrits       | 5 314        | 100,00       | 5 314       | 100,00      |
| Abstention     | Abstention                | Abstention     | 1 863        | 35,06        | 1 716       | 32,29       |
| Votants        | Votants                   | Votants        | 3 451        | 64,94        | 3 598       | 67,71       |
| Blancs et nuls | Blancs et nuls            | Blancs et nuls | 192          | 5,56         | 122         | 3,39        |
| Exprimés       | Exprimés                  | Exprimés       | 3 259        | 94,44        | 3 476       | 96,61       |

*sortant

### Canton de Vermenton
| Candidats      | Candidats           | Étiquette      | Premier tour | Premier tour | Second tour | Second tour |
| Candidats      | Candidats           | Étiquette      | Voix         | %            | Voix        | %           |
| -------------- | ------------------- | -------------- | ------------ | ------------ | ----------- | ----------- |
|                | Jean-Marie Rolland* | UMP            | 1 082        | 43,97        | 1 378       | 54,75       |
|                | Gilles Villecourt   | DVG            | 724          | 29,42        | 1 139       | 45,25       |
|                | Christophe Thouet   | FN             | 340          | 13,82        |             |             |
|                | Julien Roger        | PCF            | 315          | 12,80        |             |             |
|                |                     |                |              |              |             |             |
| Inscrits       | Inscrits            | Inscrits       | 3 754        | 100,00       | 3 752       | 100,00      |
| Abstention     | Abstention          | Abstention     | 1 180        | 31,43        | 1 055       | 28,12       |
| Votants        | Votants             | Votants        | 2 574        | 68,57        | 2 697       | 71,88       |
| Blancs et nuls | Blancs et nuls      | Blancs et nuls | 113          | 4,39         | 180         | 6,67        |
| Exprimés       | Exprimés            | Exprimés       | 2 461        | 95,61        | 2 517       | 93,33       |

*sortant

### Canton de Vézelay
| Candidats      | Candidats        | Étiquette      | Premier tour | Premier tour |
| Candidats      | Candidats        | Étiquette      | Voix         | %            |
| -------------- | ---------------- | -------------- | ------------ | ------------ |
|                | André Villiers*  | DVD            | 1 454        | 59,30        |
|                | Gérard Lacombe   | PCF            | 708          | 28,87        |
|                | Pierre Delbreuve | FN             | 290          | 11,83        |
|                |                  |                |              |              |
| Inscrits       | Inscrits         | Inscrits       | 3 592        | 100,00       |
| Abstention     | Abstention       | Abstention     | 1 037        | 28,87        |
| Votants        | Votants          | Votants        | 2 555        | 71,13        |
| Blancs et nuls | Blancs et nuls   | Blancs et nuls | 103          | 4,03         |
| Exprimés       | Exprimés         | Exprimés       | 2 452        | 95,97        |

*sortant

### Canton de Villeneuve-sur-Yonne
| Candidats      | Candidats         | Étiquette      | Premier tour | Premier tour | Second tour | Second tour |
| Candidats      | Candidats         | Étiquette      | Voix         | %            | Voix        | %           |
| -------------- | ----------------- | -------------- | ------------ | ------------ | ----------- | ----------- |
|                | Jean-Luc Dauphin* | UMP            | 1 702        | 44,30        | 2 109       | 52,42       |
|                | Cyril Boulleaux   | PS             | 1 533        | 39,90        | 1 914       | 47,58       |
|                | Sébastien Le Ner  | FN             | 607          | 15,80        |             |             |
|                |                   |                |              |              |             |             |
| Inscrits       | Inscrits          | Inscrits       | 6 156        | 100,00       | 6 154       | 100,00      |
| Abstention     | Abstention        | Abstention     | 2 160        | 35,09        | 1 946       | 31,62       |
| Votants        | Votants           | Votants        | 3 996        | 64,91        | 4 208       | 68,38       |
| Blancs et nuls | Blancs et nuls    | Blancs et nuls | 154          | 3,85         | 185         | 4,40        |
| Exprimés       | Exprimés          | Exprimés       | 3 842        | 96,15        | 4 023       | 95,60       |

*sortant